# Мішкеники-Великі
Мішкеники-Великі (пол. Miszkieniki Wielkie) — село в Польщі, у гміні Шудзялово Сокульського повіту Підляського воєводства.
Населення — 85 осіб (2011).
У 1975-1998 роках село належало до Білостоцького воєводства.

## Демографія
Демографічна структура станом на 31 березня 2011 року:
|          | Загалом | Допрацездатний вік | Працездатний вік | Постпрацездатний вік |
| -------- | ------- | ------------------ | ---------------- | -------------------- |
| Чоловіки | 48      | 10                 | 31               | 7                    |
| Жінки    | 37      | 8                  | 21               | 8                    |
| Разом    | 85      | 18                 | 52               | 15                   |